# موسيقى مستقلة

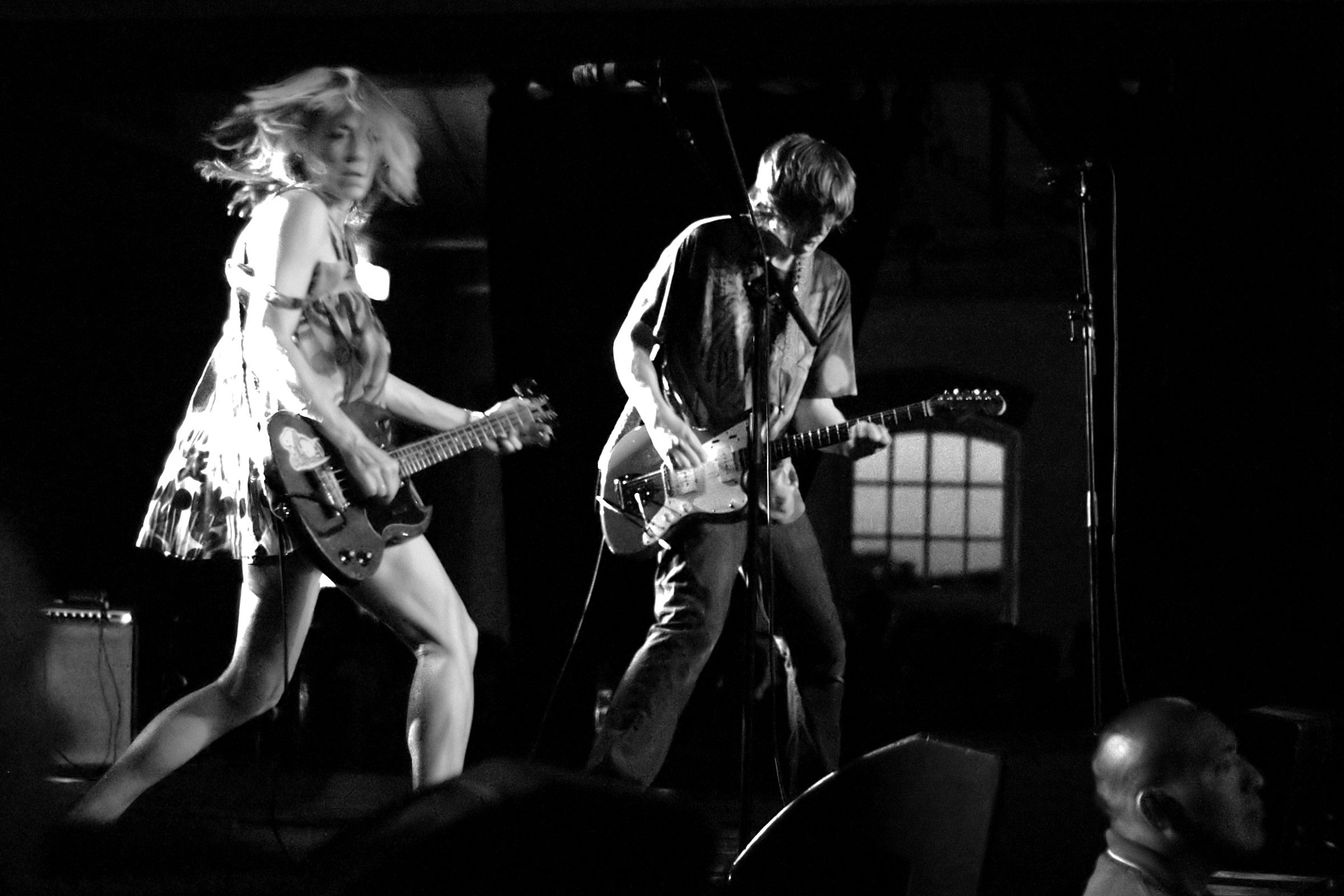

الموسيقى المستقلة (بالإنجليزية: Independent Music)‏ (غالبًا ما يشار إليها باسم المستقلة أو موسيقى الإيندي، بالإنجليزية: Indie Music أو Indie) هي الموسيقى التي يتم إنتاجها بشكل مستقل عن شركات التسجيلات التجارية أو الشركات التابعة لها، وهي عملية قد تتضمن نهج افعل ذلك بنفسك في التسجيل والنشر. يُستخدم المصطلح إيندي في بعض الأحيان لوصف أحد الأنواع (مثل موسيقى الروك المستقلة، البوب المستقلة)، وكمصطلح، قد تتضمن «موسيقى مستقلة» موسيقى لا يتم إنتاجها بشكل مستقل، ولا يقع العديد من فناني الموسيقى المستقلين في أغنية واحدة، أو أسلوب أو نوع موسيقي واحد، بل إنشاء موسيقى منشورة-ذاتيًا يمكن تصنيفها إلى أنواع متنوعة. يمكن إرجاع مصطلح «إيندي» أو «موسيقى مستقلة» في وقت مبكر من عشرينيات القرن العشرين بعد استخدامه لأول مرة للإشارة إلى شركات أفلام مستقلة ولكن تم استخدامه لاحقًا كمصطلح لتصنيف فرقة مستقلة أو منتج تسجيل.